# Municipio de Mackinaw (Míchigan)
El municipio de Mackinaw (en inglés: Mackinaw Township) es un municipio ubicado en el condado de Cheboygan en el estado estadounidense de Míchigan. En el año 2010 tenía una población de 539 habitantes y una densidad poblacional de 16,72 personas por km².

## Geografía
El municipio de Mackinaw se encuentra ubicado en las coordenadas 45°44′36″N 84°41′48″O / 45.74333, -84.69667. Según la Oficina del Censo de los Estados Unidos, el municipio tiene una superficie total de 32.24 km², de la cual 29,55 km² corresponden a tierra firme y (8,33 %) 2,69 km² es agua.

## Demografía
Según el censo de 2010, había 539 personas residiendo en el municipio de Mackinaw. La densidad de población era de 16,72 hab./km². De los 539 habitantes, el municipio de Mackinaw estaba compuesto por el 85,34 % blancos, el 7,98 % eran afroamericanos, el 2,78 % eran amerindios, el 0,19 % eran asiáticos, el 0,19 % eran de otras razas y el 3,53 % eran de una mezcla de razas. Del total de la población el 0,74 % eran hispanos o latinos de cualquier raza.